# Nabu-ahhe-eresz
Nabu-ahhe-eresz (akad. Nabû-aḫḫē-ēreš) – wysoki dostojnik asyryjski, gubernatora prowincji Sam’al za rządów króla Sennacheryba (704-681 p.n.e.); według Asyryjskiej kroniki eponimów w 681 r. p.n.e. pełnił urząd limmu (eponima).